# Litoria graminea
Litoria graminea es una especie de anfibio anuro de la familia Pelodryadidae.

## Distribución geográfica
Es endémica de Nueva Guinea (Papúa Nueva Guinea).
Esta rana habita en el dosel.  Por un tiempo, los científicos creían que Litoria dux era una especie diferente, pero algunos de ellos creen ahora que Litoria dux es parte de Litoria graminea.